# استئجار (فلم 2020)
استئجار (بالإنجليزية: The Rental) فيلم رعب أمريكي لعام 2020 من إنتاج وإخراج ديف فرانكو في أول ظهور له كمخرج. شارك فرانكو في كتابة السيناريو مع جو سوانبرج. بطولة النجوم دان ستيفنز وأليسون بري، ويروي قصة اثنين من الأزواج الذين بدأوا في الشك في أنهما تتم مشاهدتهما في المنزل المستأجر. صدر الفيلم عند الطلب وفي مسارح مختارة في الولايات المتحدة في 24 يوليو 2020 لشركة أفلام IFC Films. حصل الفيلم على نقد إيجابي وأصبح الفيلم الثاني الذي يتصدر قوائم شباك التذاكر.

## طاقم التمثيل
- دان ستيفنز: في دور تشارلي (زوج ميشيل وشقيق جوش)
- أليسون بري: في دور ميشيل (زوجة تشارلي)
- شيلا فاند: في دور مينا (صديقة جوش وشريك تشارلي التجاري)
- جيريمي وايت: في دور جوش (صديق مينا وشقيق تشارلي)
- توبي هاس: في دور تايلور
- أنتوني موليناري: في دور (الرجل)[2]

## ملخص أحداث الفيلم
يشك زوجان في إجازة على شاطئ المحيط في أن مالك العقار الذي يبدو مثاليًا للإيجار، ربما يتجسس عليهما. قبل ان يمضي وقت طويل، يدرك الزوجان انه ما كان ينبغي أن تتحول رحلة عطلة نهاية أسبوع إلى شيء أكثر شراً بهذا الشكل، حيث يتم الكشف عن الأسرار المختفية جيدًا ويأتي الأصدقاء الأربعة القدامى لرؤية بعضهم البعض في ضوء جديد تمامًا.

## استقبال الفيلم
حقق الفيلم ما يقدر بنحو 130.000 دولار من 251 مسرحًا في يومه الأول و420.871  دولارًا خلال عطلة نهاية الأسبوع، وتصدر شباك التذاكر.
حصل الفيلم على تقييم مقداره 75% بناء على آراء 170 ناقد على موقع الطماطم الفاسدة، وقال إجماع نقاد الموقع الإلكتروني: "بعض الألعاب الخادعة من النوع الخادع تجعل من الفيلم شيئًا رائعًا، مع قشعريرة فعالة وطاقم عمل قوي يجعل هذه الوجهة رائعة لمحبي افلام الرعب"، ومنح موقع ميتاكريتك درجة 63 من أصل 100، بناءً على 29 نقادًا، مما يشير إلى الثناء على الفيلم بشكل عام.

## وصلات خارجية
- مقالات تستعمل روابط فنية بلا صلة مع ويكي بيانات